# Moorrege
Moorrege là một đô thị Đức, có cự ly 30 km về phía tây bắc Hamburg, bên sông Pinnau, gần sông Elbe. Đô thị này thuộc huyện Pinneberg, trong bang Schleswig-Holstein, nước Đức. Đô thị này có diện tích 10,76 km², dân số thời điểm 31 tháng 12 năm 2006 là 4049 người.
Moorrege là thủ phủ của Amt ("nhóm đô thị") Moorrege.